# Dorić
Dorić je hrvatsko prezime.
Neke od poznatih osoba s prezimenom Šuker:
- Ante Dorić (1927. – 2011.), najveći poznavatelj Hajdukove povijesti
- Luka Bonačić Dorić (1884. – 1961.), čileanski publicist, povjesničar, pisac i novinski urednik hrvatskog podrijetla